# 清王洋好造
清王洋 好造（せいおうなだ こうぞう、1960年10月20日 - 2003年10月8日）は、伊勢ヶ濱部屋に所属していた元大相撲力士。本名は畠野 好造（はたの こうぞう）。身長178cm、体重192kg。鹿児島県枕崎市出身、兵庫県神戸市垂水区育ち。得意手は突き、押し。最高位は西十両9枚目（1987年11月場所）。

## 経歴
1960年10月20日、神戸市にて生まれる。兵庫県神戸市垂水区で育つ。父は自動車教習所指導員。出身地は新十両時は兵庫県、再十両時は鹿児島県としていた。1979年3月に天理高等学校卒業。新弟子検査に合格。高校で柔道を習っており、大学でも柔道を続けようと考え、天理大学体育学部を受験し合格したが、自分の身体能力を生かすには相撲しかないと考え、進学せずに伊勢ヶ濱部屋に入門。1979年5月場所　に初土俵。最初は序ノ口・序二段で優勝し順調な滑り出しを見せたが、幕下で成績が伸びず昇進が遅れた。しかし、1982年頃から幕下上位で成績を残すようになり、1983年7月場所に十両昇進。この場所は5勝10敗と負け越したうえ、両下腿蜂窩織炎を発症したために千秋楽を休場した。幕下に陥落後も病気が治らず休場が続き、三段目まで陥落した。しかし、病気が平癒して体調が回復すると徐々に番付を戻していき、1987年11月場所に十両に復帰する。再び十両に昇進したものの、なかなか自分の相撲が取れず苦労。2場所務めるも勝ち越しはならなかった。最後の十両となった1988年1月場所は15戦全敗を記録し、幕下へ陥落。その後は急速に番付を落とし、序二段まで陥落。1989年9月場所を最後に28歳で廃業した。廃業（引退）後は妻の俊江（現在とし瑛と改名）とともに神戸市灘区の六甲道駅前六甲本通商店街において相撲料理店「ちゃんこ清王洋」を経営した。数々のテレビ番組や雑誌で紹介された。
1995年1月に阪神・淡路大震災で被災し、自宅は全壊するも店は奇跡的に残った。その後は死去するまで11年間にわたって店を経営したほか、妻とともに相撲甚句の会を開いていた。2003年に蜂窩織炎が再発し、敗血症も併発。闘病生活の末、2003年10月8日に死去した。享年42。

## エピソード
- 1994年12月には寺尾（発起人）・八角親方（北勝海）・阿武松親方（益荒雄）らとともに1979年の各場所（初・春・夏・名古屋・秋・九州場所）に初土俵を踏んだ力士の同期会「力士五四会 - ウェイバックマシン（2003年10月31日アーカイブ分）」を結成し交流した。
- 生来明朗で能弁な人物であり、数度メディアに顔を出した事がある。
  - 1988年、『明星』(冬号、集英社発刊)のメンズヘアカタログの「意外な髪形」特集記事に大銀杏のモデルとして顔を出したことがあった。
  - 1994年当時、知り合いの女性(後に妻となった女性)が上述の「明星に載った」話を信じられず「探偵!ナイトスクープ」（朝日放送）に本当かどうかを確認してほしい旨の依頼を出した。この件は同年9月23日放送（放送日は制作局基準。以下同じ）の同番組にて「ヘアカタログに載った力士!?」のタイトルで放映された。この放映の直後、2人は付き合い始め、プロポーズののちに結婚に至ったことが後述の「探偵！ナイトスクープ」2019年8月30日の放送で明かされている。
  - 結婚後、妻と朝日放送のテレビ番組「新婚さんいらっしゃい!」にも出演し、観客を笑わせた。妻は会場で相撲甚句も披露した。
  - 1998年には同局のテレビ番組「SHOW-NEN J」に出演し、力士時代の苦労話や15戦全敗のエピソードなどを面白おかしく語って共演者の笑いを誘い視聴者を喜ばせた。妻や長女と共に「しらばか」など多数のテレビ番組に出演した。
  - のちに力士廃業後にプロレスラー転向を考え、専用マスクを制作するところまで話が進んでいたが、当時後の妻と結婚を前提に交際しており、結婚したら生活のためにプロレスでケガをする訳にもいかないと考えて断念したというエピソードが明かされた。事情が事情であったため、この事は妻側には明かされなかったのだが、のちにマスクを譲り受けた人間がこれをメルカリに出品した事が、妻側の疑問を呼び再び彼女が「探偵!ナイトスクープ」に依頼する契機となった。このエピソードは2019年8月30日放送の「探偵!ナイトスクープ」で「妻に内緒でレスラーデビュー!? 亡き元夫の秘密」として放送された。なお、この放送の際、上述の1994年の放送の一部も事情の説明素材として再放映されている。
- 引退後も180kg近い体重のままであったという。
- 妻と長女は現在、家族太鼓山本家（かぞくだいこやまもとや）を主宰している。

## 主な戦績
- 生涯成績：223勝203敗32休  勝率.523
- 十両成績：11勝34敗  勝率.244
- 現役在位：63場所
- 十両在位：3場所
- 各段優勝
  - 序二段優勝：1回（1979年9月場所）
  - 序ノ口優勝：1回（1979年7月場所）

### 場所別成績
| | 一月場所 初場所（東京） | 三月場所 春場所（大阪）   | 五月場所 夏場所（東京） | 七月場所 名古屋場所（愛知） | 九月場所 秋場所（東京）   | 十一月場所 九州場所（福岡） |
| --- | ----------------------- | ------------------------- | ----------------------- | --------------------------- | ------------------------- | --------------------------- |
| 1979年 （昭和54年） | x                       | x                         | （前相撲）              | 西序ノ口34枚目 優勝 7–0     | 西序二段48枚目 優勝 7–0   | 東三段目51枚目 3–4          |
| 1980年 （昭和55年） | 西三段目68枚目 6–1      | 東三段目23枚目 5–2        | 西幕下59枚目 4–3        | 西幕下50枚目 2–5            | 東三段目16枚目 3–4        | 東三段目33枚目 5–2          |
| 1981年 （昭和56年） | 東三段目5枚目 5–2       | 東幕下44枚目 4–3          | 東幕下32枚目 3–4        | 東幕下38枚目 3–4            | 西幕下45枚目 5–2          | 西幕下28枚目 4–3            |
| 1982年 （昭和57年） | 西幕下17枚目 4–3        | 西幕下13枚目 3–4          | 東幕下22枚目 3–4        | 東幕下35枚目 6–1            | 東幕下9枚目 4–3           | 東幕下8枚目 3–4             |
| 1983年 （昭和58年） | 東幕下14枚目 5–2        | 西幕下6枚目 5–2           | 西幕下筆頭 4–3          | 西十両12枚目 5–10           | 西幕下6枚目 3–4           | 西幕下14枚目 3–4            |
| 1984年 （昭和59年） | 西幕下22枚目 0–6–1      | 西幕下51枚目 休場 0–0–7   | 西三段目31枚目 2–2–3    | 西三段目55枚目 5–2          | 東三段目24枚目 5–2        | 西幕下55枚目 5–2            |
| 1985年 （昭和60年） | 西幕下35枚目 4–3        | 西幕下23枚目 5–2          | 東幕下11枚目 3–4        | 西幕下19枚目 5–2            | 西幕下8枚目 3–4           | 西幕下17枚目 4–3            |
| 1986年 （昭和61年） | 東幕下9枚目 休場 0–0–7  | 西幕下49枚目 1–6          | 西三段目23枚目 3–4      | 西三段目44枚目 6–1          | 西幕下55枚目 5–2          | 東幕下35枚目 5–2            |
| 1987年 （昭和62年） | 西幕下20枚目 5–2        | 東幕下10枚目 4–3          | 東幕下6枚目 4–3         | 西幕下3枚目 4–3             | 東幕下筆頭 5–2            | 西十両9枚目 6–9             |
| 1988年 （昭和63年） | 東十両13枚目 0–15       | 西幕下15枚目 2–5          | 西幕下34枚目 2–5        | 西幕下56枚目 3–4            | 東三段目9枚目 6–1         | 東幕下39枚目 1–6            |
| 1989年 （平成元年） | 東三段目6枚目 1–6       | 東三段目48枚目 休場 0–0–7 | 東序二段9枚目 4–3       | 西三段目86枚目 1–6          | 東序二段25枚目 引退 0–0–7 | x                           |
| 各欄の数字は、「勝ち-負け-休場」を示す。 優勝 引退 休場 十両 幕下 三賞：敢=敢闘賞、殊=殊勲賞、技=技能賞 その他：★=金星 番付階級：幕内 - 十両 - 幕下 - 三段目 - 序二段 - 序ノ口 幕内序列：横綱 - 大関 - 関脇 - 小結 - 前頭（「#数字」は各位内の序列） |                         |                           |                         |                             |                           |                             |

## 改名歴
- 畠野 好造（はたの こうぞう）1979年5月場所 - 1980年7月場所
- 清王洋 好造（せいおうなだ こうぞう）1980年9月場所 - 1989年9月場所
  - 当初四股名は神戸・山陽地方にちなみ、「清陽洋」にする予定であったが、地元後援者らから「陽も良いが、発音としても近いので、王者になるように王にしてはどうだろう」と言われ「清王洋」と改めた。